# 愛欲の罠
『愛欲の罠』（あいよくのわな）は、1973年の日本の映画。別題『朝日のようにさわやかに』（あさひのようにさわやかに）。監督は大和屋竺、脚本は田中陽造、主演・製作は荒戸源次郎。

## あらすじ
殺し屋の星（荒戸源次郎）には、眉子（絵沢萠子）という恋人がいる。高川（大和屋竺）は星に眉子を殺すよう命じる。高川とも交際していた眉子は、高川が組織の金を不正に使ったと知ってしまったのである。組織が雇った西郷（小水一男）とマリオ（秋山ミチヲ）という2人組の殺し屋によって、高川と眉子は命を落とす。
売春宿に身を潜めた星は、娼婦の夢子（安田のぞみ）と結ばれるが、夢子も殺される。
組織のアジトに乗り込んだ星は、西郷とマリオを倒したのち、ボス（山谷初男）を撃つ。

## キャスト
- 荒戸源次郎：星
- 絵沢萠子：眉子
- 安田のぞみ：夢子
- 中川梨絵：娼婦真美
- 山谷初男：ボス
- 大和屋竺：高川
- 秋山ミチヲ：マリオ
- アンドレ・モアジー：副ボス
- 港雄一：呉
- 山本昌平：林
- 櫻木徹郎：木谷
- 神宮ガイラ：殺し屋・西郷
- 山本英明：社長
- 天野照子：遣り手婆
- マビー・D・ナダ
- あべ聖
- 桃谷操
- ビビクチンスカヤ&ダイナミック・エンゼルス
- 岩淵進
- 道岡光昭
- 鈴木竜一郎
- 吉川信吾
- 伊藤和哉
- 長倉健次
- 川村正広
- 太田篤哉
- 松浦鉄兵
- 小松原茂
- 山本久行
- 小野寺照夫
- 川本武
- 牛場賢二
- 大村光広
- 竹田賢一
- 川口和子
- 金井勝
- 夢村四郎
- 大久保小次郎
- 伊藤元気
- 杉田一夫

## 題名について
大和屋竺と知り合った荒戸源次郎の発案により、劇団天象儀館の第1回製作映画『朝日のようにさわやかに』として製作が進められる。その上で、黒澤満と岡田裕の協力により、配給は日活が手がけることになった。ただし、題名はポルノらしくという日活の要請で『桃色の狼 朝日のようにさわやかに』となったが、日活側はこれにも難色を示し、最終的に『愛欲の罠』と改題された。日活が『桃色の狼 朝日のようにさわやかに』という題名に難色を示した理由は明らかではないが、明治天皇の御製「さしのぼる朝日のごとくさわやかにもたまほしきは心なりけり」との類似を憚った可能性もある。